# نيل ماكمانوس
نيل ماكمانوس (بالإنجليزية: Neil McManus)‏ هو لاعب قذف بريطاني، ولد في 1987 في Cushendall ‏ في المملكة المتحدة.